# ۸۴۶ (قمری)
۸۴۶ (قمری)، هشتصد و چهل و ششمین سال در گاهشماری هجری قمری است. اول محرم این سال برابر با بیست و یکم مه سال ۱۴۴۲ میلادی است.